# Мамедов, Дмитрий Бахманович
Дмитрий Бахманович Мамедов (азерб. Dmitri Bəhmənoviç Məmmədov; род. 21 июля 1949, Ананьев) — советский азербайджанский пилот, лауреат Государственной премии СССР (1984).

## Биография
Родился 21 июля 1949 года в городе Ананьев Одесской области Украинской ССР.
С 1971 года — второй пилот, с 1974 года — командир самолёта Забратского объединённого авиационного отряда Азербайджанского управления гражданской авиации.
Дмитрий Мамедов отличался на работе своей упорностью, трудолюбием и готовностью совершить рейс, несмотря на помехи. Ежедневно Мамедов совершал 50 рейсов на самолёте Ан-2, по итогам восьмой и девятой пятилеток получал высокие результаты и награждался ведомственными наградами. Мастерство управления самолетом Дмитрия Мамедова играло важную роль в получении высоких урожаев в сельском хозяйстве: пилот на своем самолёте равномерно распылял химические элементы, необходимые для роста растений и борьбы с различными их заболеваниями. План одиннадцатой пятилетки Дмитрий Мамедов завершил досрочно, а в 1983 году распылил химические удобрения на территории размером в 150 тысяч гектаров, что превышает план на 20 тысяч гектаров.   
Постановлением ЦК КПСС и Совета Министров СССР от 7 ноября 1984 года, за большой личный вклад в высокоэффективное использование авиационного и ж/д транспорта и рыболовных судов Мамедову Дмитрию Бахмановичу присуждена Государственная премия СССР.
Активно участвовал в общественной жизни Азербайджана. Член КПСС с 1980 года.